# 条約の受諾
条約の受諾（じょうやくのじゅだく、acceptance）とは、国際法上の意味においては、国家が条約に正式に拘束されることへの同意を表明する方法の一つである。

## 沿革
伝統的国際法においては、条約当事国となる最終的な意思表示として、署名（署名だけでよいとする条約の場合。signification）、批准（ratification）、寄託（deposition）、公文書の交換などの手続きがあったが、第二次世界大戦後に新たに受諾と承認（approval）、加入（accession）が考案され、1969年のウィーン条約法条約によって確立した。

## 概要
ウィーン条約法条約は、「条約に拘束されることについての国の同意は、批准により表明される場合の条件と同様の条件で、受諾または承認により表明される」（第14条2項）としている。
受諾には、条約に拘束する性質を持たない署名を行った後の最終的な同意表明である場合と、署名や承認を行っていない状態で条約に拘束されることへの同意を表明する場合がある。前者は承認に、後者は加入に類似している（なお、承認、受諾と批准、加入は単なる用語の違いではなく、実際に付される手続きが異なる）。
いずれの場合も、政府がその条約等の批准を憲法に定められた手続に付すことを義務付けられていない場合に、条約を実施する機会を政府に与えるようなものとして用いられている。言い換えれば、批准よりも簡略化された手続きであるが、条約等に拘束力が生じる点については同じであり、条約等の実施手段が、その目的や趣旨から、批准の前提条件となる立法府の承認を得なくてもよいものである場合に用いられることが多い。
なお、日本国憲法は、内閣の義務として「条約を締結（conclude）すること。但し、事前に、時宜によっては事後に、国会の承認を経ることを必要とする。」とし（第73項3条）、「日本国が締結した条約及び確立された国際法規は、これを誠実に遵守することを必要とする。」としており（第98条2項）、国際的には、国内の立法府による条約の承認が条約の締結の第一段階の状態であるとされている。
また日本国憲法は天皇の義務として、「批准書及び法律の定めるその他の外交文書を認証すること。」を定めているが（憲法7条）、外務省によれば、受諾書については批准書と異なり天皇の認証を要しない 。

## 適用方法
条約に拘束される意思表示の方法にどのような手続きがあるかについては、それぞれの条約によって異なる。受諾が規定されていない場合もあるので、注意が必要である。
例えば、ジェノサイド条約では、受諾の規定を設置しておらず、第11条で、「この条約は、批准されなければならない」としている。これは、条約の性質上、国の権限ある機関（立法府）によって慎重に条約の内容が審査されることが求められているためである。このような条約は他に、欧州人権条約、社会権規約、自由権規約、ウィーン条約法条約などがある。
「署名国により、自国の憲法上の手続に従って批准されなければならない」と規定する条約もある。（包括的核実験禁止条約など）

## 日本が受諾した条約・議定書
- 腐敗の防止に関する国際連合条約-2017年
- 国際的な組織犯罪の防止に関する国際連合条約-2017年
- 国際的な組織犯罪の防止に関する国際連合条約を補足する人（特に女性及び児童）の取引を防止し，抑止し及び処罰するための議定書 （密入国議定書）-2017年 [4]
- 国際的な組織犯罪の防止に関する国際連合条約を補足する陸路，海路及び空路により移民を密入国させることの防止に関する議定書 - 2017年 （人身取引議定書）[5]
- 無形文化遺産の保護に関する条約-2004年
- 欧州復興開発銀行を設立する協定の改正-2004年
- 国際原子力機関憲章第十四条の改正-2004年
- 国際電気通信連合憲章及び条約改正-2004年
- たばこの規制に関する世界保健機関枠組条約-2004年
- 児童の権利に関する条約改正-2003年
- 女子差別撤廃条約改正-2003年
- 船舶防汚方法規制条約-2003年
- 国際貿易の対象となる特定の有害な化学物質及び駆除剤についての事前のかつ情報に基づく同意の手続に関するロッテルダム条約-2003年
- 特定通常兵器使用禁止制限条約改正-2003年
- テロリズムに対する資金供与の防止に関する国際条約-2002年
- インテルサット協定改正-2002年
- 気候変動枠組条約京都議定書-2002年
- 世界知的所有権機関設立条約改正-2002年
- 文化財不法輸出入等禁止条約-2002年
- エネルギー憲章条約-2002年
- エネルギー効率等に関するエネルギー憲章議定書-2002年
- アジア＝太平洋郵便連合憲章第二追加議定書-2002年
- アジア＝太平洋郵便連合一般規則追加議定書-2002年
- モントリオール議定書の改正（1997年改正）-2002年
- モントリオール議定書の改正（1999年改正）-2002年
- 残留性有機汚染物質条約-2002年
- 国際司法裁判所規程 - 1954年
- 特定通常兵器使用禁止制限条約 - 1982年
- 対人地雷の使用、貯蔵、生産及び移譲の禁止並びに廃棄に関する条約（対人地雷禁止条約、オタワ条約） - 1998年